# Rhampsinitus crassus
Rhampsinitus crassus is een hooiwagen uit de familie echte hooiwagens (Phalangiidae).